# Hohe Wart (Oberzella)
Die Hohe Wart, ist eine 401,1 m hohe Erhebung etwa drei Kilometer nordnordöstlich von Oberzella und markiert die Flurgrenze zwischen der Stadt Vacha und Frauensee im Wartburgkreis in Thüringen.
Der Berg gehört zum Frauenseer Forst und wird seit Jahrhunderten forstwirtschaftlich genutzt. Der Flurname Alte Wart erinnert an eine mittelalterliche Wachstelle im Umfeld der Stadt Vacha und der Krayenburg.